# 진평초등학교
진평초등학교는 대한민국 경상북도 구미시에 있는 초등학교다.

## 학교 연혁
- 2004.07.22 진평초등학교 설립 인가
- 2004.09.01 진평초등학교 개교, 16학급 편성
- 2004.09.01 제1대 김영종 교장 부임
- 2005.02.17 제1회 졸업식(졸업생 7명)
- 2005.12.31 자율장학 우수학교(구미교육청)
- 2006.03.01 경상북도교육청 (교내장학영역) 연구학교 지정
- 2006.03.31 교육인적자원부 교육복지투자우선대상학교 지정(2011.2월까지)
- 2007.03.01 제2대 송병대 교장 부임
- 2007.09.18 경북교육청 지정 (교내장학영역) 연구학교 공개
- 2008.01.08 동편신관 3층 교실 4실, 3,4층 연구실 2실,3,4층 화장실 2실 증축공사 완공
- 2009.09.01 경북교육청 교원평가제 시범학교 지정
- 2009.11.30 3층 보육실,다솜이방(다문화가족교류센터)
- 2009.12.10 4층 원어민영어교육실 완공
- 2010.03.01 제3대 박영철 교장 부임
- 2011.03.01 교육과학기술부 요청 학교보건 정책연구학교 운영(2년)
- 2011.03.01 경상북도구미교육지원청 자율 수업장학운영 우수교(장려) 선정
- 2011.12.17 자율학교 지정 운영(3년)
- 2012.01.03 경상북도교육청 바른인성교육연구대회 기관대회 우수교 선정
- 2013.09.01 제4대 권덕칠 교장 부임
- 2014.01.03 경상북도교육청 교육과정 우수학교 선정(2년 연속)
- 2014.12.20 학부모 학교참여및 보건교육 우수교 선정(교육부)
- 2015.02.13 제11회 졸업식(졸업생 175명), 총 1678명
- 2015.03.01 38학급 편성
- 2015.03.01 제5대 김영준 교장 부임